# Woning-APK

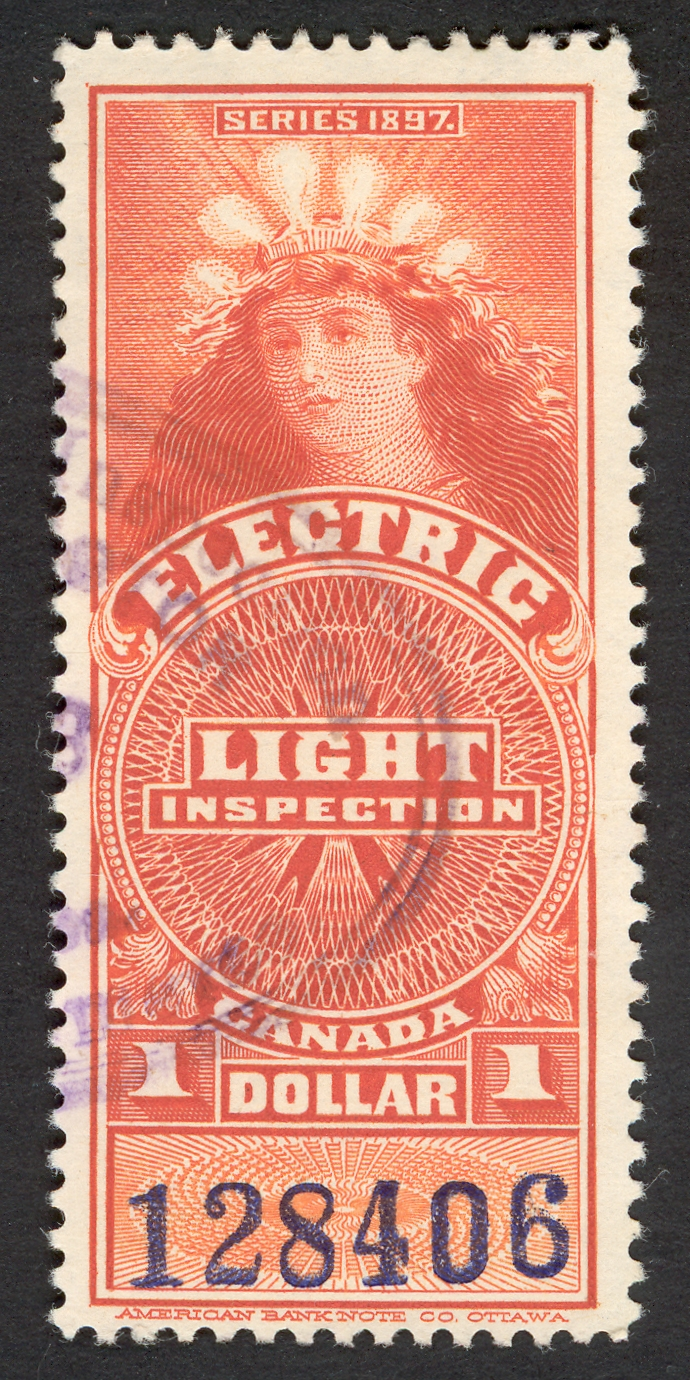
Dat dit soort keuringen niet nieuw is, bewijst dit Canadese zegel uit het einde van de 19e eeuw

Woning-APK is in Nederland de naam voor een keuring waarbij de elektrische installatie, gasinstallatie en afvoer/riolering worden gecontroleerd. Hoewel er sprake van was dat deze keuring verplicht gesteld zou gaan worden is dit niet gebeurd. De keuring kan gedaan worden maar is geen verplichting. Er zijn wel enkele risico huizen die aangewezen zijn voor een verplicht keuring. Dit zijn veelal studentenhuizen en/of oude vooroorlogse huizen. De term woning-APK is afgeleid aan de in Nederland verplichte APK voor auto's.